# Pfarrkirche St. Anna am Lavantegg

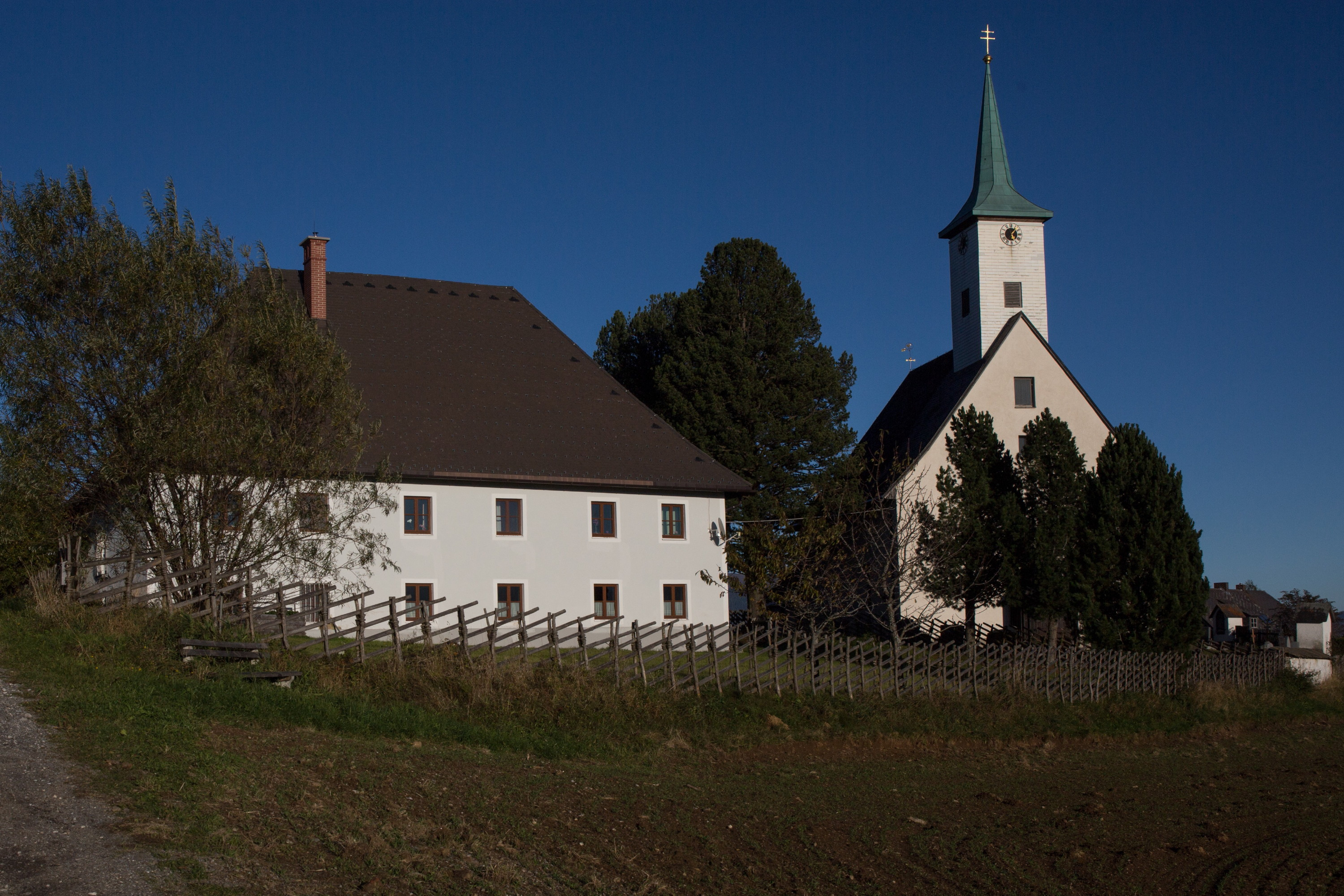
Katholische Pfarrkirche Hll. Joachim und Anna in Lavantegg

Die römisch-katholische Pfarrkirche St. Anna am Lavantegg steht auf 1289 m Höhe in der Ortschaft Sankt Anna am Lavantegg der Marktgemeinde Obdach im Bezirk Murtal der Steiermark. Die dem Patrozinium der Heiligen Joachim und Anna unterstellte Pfarrkirche gehört zur Region Obersteiermark West (Dekanat Judenburg) in der Diözese Graz-Seckau. Die Kirche, der Friedhof und das Nebengebäude stehen unter Denkmalschutz (Listeneintrag).

## Geschichte
Vom Stift Admont wurde durch den Verwalter von Admontbüchel Pater Modest Prevenhuber 1689 eine Kapelle erbaut. 1737 wurde die Kapelle mit einem Langhaus erweitert. Die Kirche ist dem Stift Admont inkorporiert. 1971 war eine Restaurierung.

## Architektur
Die Pfarrkirche ist von einem Friedhof mit Initienkapellen umgeben. Der westliche Dachreiter trägt einen Spitzhelm.
Die Kapelle bildet den zweijochigen stichkappengewölbten Chor mit einem Dreiachtelschluss. Das breite zweijochige Langhaus aus 1737 hat ein achtteiliges Kreuzgratgewölbe auf Gurten. Die Westempore hat eine vorspringende Mitte.

## Einrichtung
Der barocke Hochaltar mit Akanthus- und Blattwerkornament trägt die Statuen der Heiligen Josef und Joachim von Balthasar Prandtstätter aus dem zweiten Viertel des 18. Jahrhunderts, er zeigt ein bemerkenswertes Bild hl. Joachim, Anna und Maria. Der Tabernakel entstand im Ende des 19. Jahrhunderts. Die etwa zeitgleichen Seitenaltäre sind dem hl. Benedikt links und hl. Antonius rechts unterstellt. Nach der Kanzel um die Mitte des 18. Jahrhunderts schließt sich eine Empore an der Chornordwand an.
Eine barocke Tafel aus dem 17. Jahrhundert zeigt zwölf Passionsszenen, 1974 restauriert.
Die Orgel in barocken Formen wurde vom Matthäus Mauracher 1912 umgebaut. Eine Glocke nennt Matthäus Köstenbauer 1744.